# アロンソ・ペレス・デ・グスマン
第7代メディナ＝シドニア公アロンソ・ペレス・デ・グスマン・イ・デ・スニガ＝ソトマイヨール（スペイン語: Alonso Pérez de Guzmán y de Zúñiga-Sotomayor, 7th Duke of Medina Sidonia、1550年9月10日 – 1615年7月26日）は、スペイン王国の貴族、軍人で、無敵艦隊の総司令官である。ポルトガル王ジョアン4世妃ルイサは孫娘に当たる。

## 生涯
フアン・カルロス・デ・グスマン（Juan Carlos de Guzmán、1555年没、第6代メディナ＝シドニア公フアン・アルフォンソ・ペレス・デ・グスマンの長男）とレオノール・マンリケ・デ・スニガ・イ・ソトマイヨール（Leonor Manrique de Zúñiga y Sotomayor）の息子として、1550年9月10日に生まれた。1559年に祖父が死去すると、メディナ＝シドニア公位を継承、ヨーロッパ有数の大富豪になった。
1565年にわずか4歳のアナ・デ・シルバ・イ・メンドーサ（初代エーボリ公ルイ・ゴメス・デ・シルバの娘）と婚約、1572年に教皇から結婚の完了の特免状を発行された。この特免状発行について、スペイン王フェリペ2世がアナの母にあたるエーボリ公爵夫人アナ・デ・メンドーサを愛人としていることが理由であるとの噂が同時代に流れたが、ブリタニカ百科事典第11版では根拠がないとしている。この噂によると、アナはフェリペ2世の庶子であり、それが第7代メディナ＝シドニア公の重用の理由だという。
1581年、金羊毛騎士団員およびロンバルディア知事（capitán general）に任命された。
1588年2月9日に「スペイン海軍の父」と称されるサンタ・クルス提督が急死したため、後任として無敵艦隊の総司令官に任命される。メディナ＝シドニア公は海戦の経験も能力もなく、さらに船酔いすることを理由に辞退を申し出たが、受理されなかった。結果、同年のアルマダの海戦においてスペイン無敵艦隊は壊滅し、後世まで臆病者・優柔不断・無能と評価されることになった。ブリタニカ百科事典第11版も「彼の指揮が申し出の正しさを証明した」としている。
アルマダの海戦以降も海軍提督やアンダルシア知事などの官職を務めたが、1596年にイングランド＝オランダ連合艦隊がカディスを襲撃したときは対応出来ずに敗北を喫し、フェリペ3世がスペイン王に即位した後の1606年にもジブラルタル近くでオランダに艦隊を壊滅させられた。これらの不面目な戦果を受け、同時代の作家ミゲル・デ・セルバンテスはメディア＝シドニア公を風刺するソネット（十四行詩）を著した。
1615年に死去、息子フアン・マヌエル・ペレス・デ・グスマンが爵位を継承した。